# Homopus femoralis
Капская черепаха Карро или Homopus femoralis (лат.) — вид сухопутных черепах.

## Описание
Общая длина карапакса достигает 10—14 см. Наблюдается половой диморфизм: самки крупнее самцов. Голова среднего размера. Морда вытянута. Карапакс вытянутый, овальной формы, выпуклый. У самцов более длинный хвост, но пластрон без углубления. Карапакс и пластрон довольно плоские. На бёдрах присутствуют шпоры. На передних конечностях крупные чешуи и 4 когтя.
Председатель коричневатая. Цвет карапакса варьирует от оливкового до красно-коричневого. У молодых черепах на каждом щитке есть тёмная кайма. Пластрон желтоватый.

## Образ жизни
Любит сухие листопадные леса, кустарниковые саванны, горные местности. Встречается на высоте до 1800 м над уровнем моря. Питается растительной пищей, в частности плодами ярко-красного цвета и жёлтыми цветами, калом.
Зимняя спячка продолжается 6—10 недель. Спячка стимулирует половое поведение. Без неё самки обычно не способны к размножению.
Самцы в период спаривания меняют окраску головы, которая приобретает оранжево-красный оттенок. Самцы могут быть очень агрессивный друг к другу и к самкам. Самка откладывает летом 1—3 яйца размером 30 × 25 мм. Инкубационный период длится 130—320 дней при температуре 27 °C. Размер новорожденных черепашат достигает 25 × 35 мм при весе 5—8 г.

## Распространение
Обитает на востоке и севере Капской провинции к югу и центру Северо-Капской провинции, а также на юг до Северо-Западной провинции ЮАР.